# Julija Pawlowna Awerkijewa
Julija Pawlowna Awerkijewa-Petrowa (russisch Юлия Павловна Аверкиева; * 24. Juli 1907 im Dorf Poduschemje, Ujesd Kem im Gouvernement Archangelsk; † 9. Oktober 1980 in Moskau) war eine bekannte Ethnologin der Sowjetunion. Sie war die Direktorin für Nordamerikastudien am Ethnologischen Institut der Sowjetischen Akademie der Wissenschaften in Moskau und verantwortliche Herausgeberin der Sowjetskaja Etnografija.

## Leben
Julija P. Awerkijewa entstammte einer Bauernfamilie in Karelien. Ab 1925 studierte sie an der Leningrader Universität am Fachbereich Geographie Ethnologie bei W. G. Bogoras und Lew Sternberg. Sie spezialisierte sich auf die finno-ugrische Sprachen. Nach ihrem Abschluss 1929 erhielt sie die Möglichkeit an der Columbia University in den USA die Ethnographie Nordamerikas kennenzulernen. Nach einem Jahr in New York nahm sie ab dem Oktober 1930 an einer sechsmonatigen Forschungsreise zu den Kwakiutl auf Vancouver Island an der Nordwestküste des amerikanischen Kontinents teil. Es war die letzte Feldforschung des deutsch-amerikanischen Ethnologen Franz Boas.
Sie begann 1931 eine Aspirantur am Museum für Anthropologie und Ethnografie der Akademie der Wissenschaften und verteidigte 1935 ihre Kandidatur mit ihrer Dissertation über Sklaverei bei den Indianern Nordamerikas.
Sie war schon ab 1936 politischen Anfeindungen ausgesetzt. Vom Herbst 1947 bis 1954 wurde sie deportiert, zuletzt nach Sibirien. Sie wurde vollständig rehabilitiert. Julija Pawlowna Awerkijewa publizierte über 60 Arbeiten auf dem Gebiet der nordamerikanischen Ethnologie. Mit ihren Arbeiten über die Entstehung der Sklaverei und den Veränderungen der Plains- und Präriekulturen war sie eine Pionierin der ethnohistorischen Methode. 
Awerkijewa spezialisierte sich auf die Indianer der Subarktis sowie den Plains- und Prärie-Indianer. Zu ihren Forschungsgebieten gehörte außerdem das Volk der Irokesen und der von Marx und kommunistischen Ethnologen geschätzte, aber in den Vereinigten Staaten durch die damals dominierende anti-evolutionistische Boas Schule ins Abseits gedrängte Lewis Henry Morgan. Sie kritisierte die Lage der Indianer in den USA. 
Ihre bedeutendste Leistung war die Etablierung der Nordamerika Abteilung des Anthropologischen und Ethnographischen Museums in Leningrad.

## Werke (Auswahl)
- G. R. Elliot, V. V. Sroovie, Julia Averkieva, Slavery Among the Indians of North America, Victoria, Victoria College, 1957. Neuausgabe 1966.
  - Ihre Dissertation wurde zuerst in der Sovetskaja Etnografia, in Band 4–5, 1935, S. 40–61 veröffentlicht, dann 1941 von der Akademie der Wissenschaften der UdSSR, Moskau, 1941
- The Tlingit Indians, in: North American Indians in Historical Perspective, Eleanor B[urke] Leacock u. Nancy O[estreich] Luri (Hrsg.), New York, 1971, S. 317–342.
- Über die Rolle der Stammeshäuptlinge unter den Bedingungen der Kolonisierung Nordamerikas. In: Jahrbuch des Museums für Völkerkunde zu Leipzig, Bd. 28, 1972, S. 351–356.
- Historicism in Soviet Ethnographic Science, in: Soviet and Western Anthropology, Ernst Gellner (Hrsg.), Columbia University Press, New York, 1980, S. 19–27.
- Der Neoevolutionismus in der gegenwärtigen Ethnographie der USA. In: Kultur und Ethnos, Bernhard Weissel (Hg.), Akademie Verlag, Berlin, 1980, s. 39ff.
- Zur Entwicklung der Gesellschaftsordnung bei den Bella Coola an der Nordwestküste Nordamerikas, Nortorf, Völkerkundliche Arbeitsgemeinschaft, 1980.
- North American Indian Studies, Nr. 2, European Contributions. Society and Art, Pieter Hovens u. IUliia Pavlovna Averkieva (Hg.), Göttingen, Edition Herodot, Forum, Nr. 7, 1984.
- Pirjo Varjola, Iuliia Pavlovna Averkieva, R. G. Liapunova, The Etholén Collection, the Ethnographic Alaskan Collection of Adolf Etholén and his Contemporaries in the National Museum of Finland, Helsinki, National Board of Antiquities, 1990.
- Julia P[avlovna] Averkieva und Mark A[llen]. Sherman, Kwakiutl String Figures, Anthropological Papers of the American Museum of Natural History, Nr. 71, Seattle u. New York, University of Washington Press u. American Museum of Natural History, 1992. Auch als E-Book erschienen.